# Перекрёсток (фильм, 1962)
«Перекрёсток» — советский фильм 1962 года режиссёра Шакена Айманова.

## Сюжет
Дни врача «Скорой помощи» Галии Исмаиловой идут обычно: вызов, шофёр Медведев заводит мотор, и машина мчится по шумным улицам города…
Галия ещё молодая, у неё дочь, она в разводе с мужем, который злоупотреблял алкоголем, и теперь настойчиво добивается возобновления отношений. Галия встречает свою юношескую любовь, ныне народного судью Искандера. Увлечённые разговором они не замечают как отстала Бахиша — дочь Галии. Девочка ревнует мать к Искандеру, не хочет идти домой и прячется у Медведевых.
Рабочий день выдался очень тяжёлый: много вызовов, а одного больного так и не удалось спасти. В случившемся Галия обвиняла заведующего: по его вине не хватает машин, аппаратуры. На следующее утро выясняется, что машина скорой помощи Галии вы из строя. А при нехватке экипажей, кто-то пользуется машинами зря: врач Лекеров едет на вызов к известной актрисе, симулировавшей, как выяснилось, болезнь.
Новый вызов — человек при смерти. Невзирая на неисправность машины, водитель Медведев решил везти Галию. Они приезжают вовремя и Галии удаётся спасти жизнь больного.
Но на обратном пути на оживлённом перекрёстке Медведев сбивает насмерть сбивает пьяного человека. Медведев не имел права выезжать на неисправной машине и потому вынужден был предстать перед судом.
Председателем народного суда оказывается Искандер. Рассматривая дело он учитывает, что пешеход был пьян, Медведев не нарушил правила дорожного движения, но он знал, что тормоза у машины плохие, однако выехал, чтобы спасти жизнь больного. Суд приговаривает Медведева к условному наказанию. Но Галия не согласна с таким решением, упрекает своего возлюбленного в чёрствости и бездушности. Напрасно он старается разубедить её: закон есть закон. И только через долгое время Галия понимает, что Искандер был прав.

## В ролях
- Фарида Шарипова — Галия Исмаилова
- Асанали Ашимов — Искандер
- Леонид Чубаров — Степан Егорович Медведев, шофёр
- Клавдия Хабарова — Татьяна, жена Медведева
- Владимир Сошальский — муж Галии
- Л. Тастанова — Бахиша
- Г. Эльвеин — Славка
- Шахан Мусин — Лекеров
- Евгений Диордиев — заведующий горздравом
- Пётр Морозов — дядя Гриша, санитар
- Шолпан Джандарбекова — актриса
- Муслим Абдуллин — муж актрисы
- Рахия Койчубаева — просительница
- Юрий Померанцев — народный заседатель
- Сайфулла Тельгараев — народный заседатель
- Алексей Бахарь — старшина милиции
- Любовь Соколова — эпизод
- Игорь Вовнянко — эпизод

## Критика
В центре фильма образ женщины — врача, человека глубоко преданного своему делу. Галия (так зовут героиню) представитель новой казахской интеллигенции, выросшей в советское время. И биография молодой женщины, её высокая культура, широкий кругозор типичное и примечательное явление нашей действительности. В игре актрисы Ф. Шариповой, исполняющей роль Галии Исмаиловой, есть что-то неповторимо иcкреннее; заставляющее поверить её героине так, как будто она наш давнишний друг.— Караганов А. В. — Экранная летопись эпохи. — . М.: Знание, 1965. — 47 с. — с. 31

## Награды
- II Смотр-соревнование кинематографистов Средней Азии и Казахстана (1963, Душанбе) — диплом за лучшую режиссёрскую работу (Ш. Айманов)